# Stomodeum
Le stomodeum, également appelé stomatodeum ou stomatodaeum, est une dépression entre le cerveau et le péricarde dans un embryon, et est le précurseur de la bouche et du lobe antérieur de l'hypophyse.

## Étymologie
Du grec stoma (bouche) et odaios (ressemblance).

## Structure
Le stomodeum est bordé d'ectoderme et est séparé de l'extrémité antérieure de l'intestin antérieur par la membrane buccopharyngée.
Cette membrane est dépourvue de mésoderme, étant formée par l'apposition de l'ectoderme stomodéal avec l'endoderme de l'intestin antérieur ; à la fin de la troisième semaine, il disparaît et ainsi une communication s'établit entre la bouche et le futur pharynx.

## Développement
La bouche est développée en partie à partir du stomodeum et en partie à partir du plancher de la partie antérieure de l'intestin antérieur. Par la croissance de la tête de l'embryon et la formation de la flexion céphalique, la zone péricardique et la membrane buccopharyngée viennent se poser sur la surface ventrale de l'embryon. Avec l'expansion du cerveau et le bombement vers l'avant du péricarde, la membrane buccopharyngée est déprimée entre ces deux protubérances. Cette dépression constitue le stomodeum. Aucune trace de membrane n'est retrouvée chez l'adulte; et la communication qui vient d'être mentionnée ne doit pas être confondue avec l'isthme faucium permanent. Les lèvres, les dents et les gencives sont formées à partir des parois du stomodeum, mais la langue se développe dans le plancher du pharynx.

## Galerie

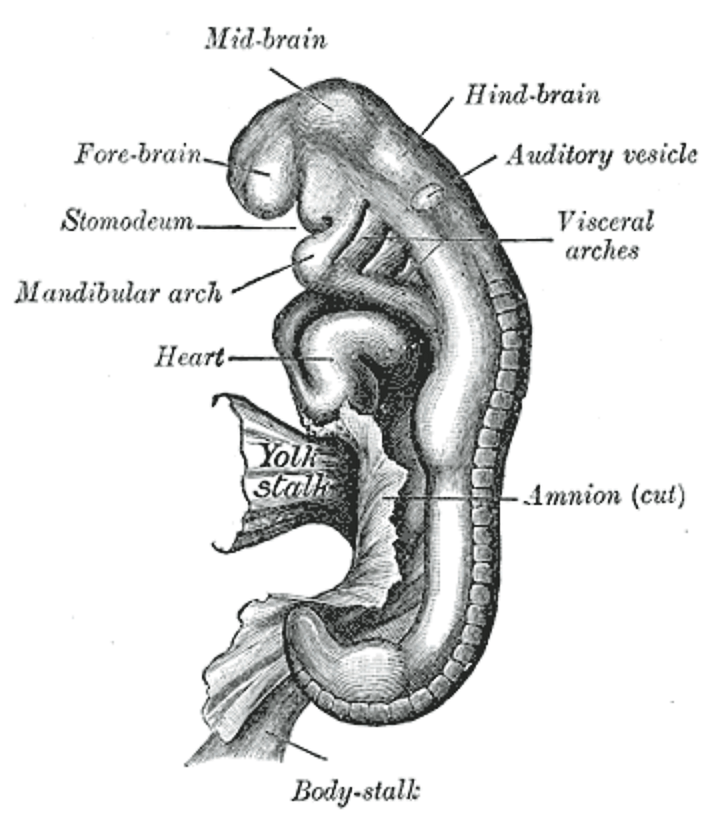
Embryon entre dix-huit et vingt et un jours.
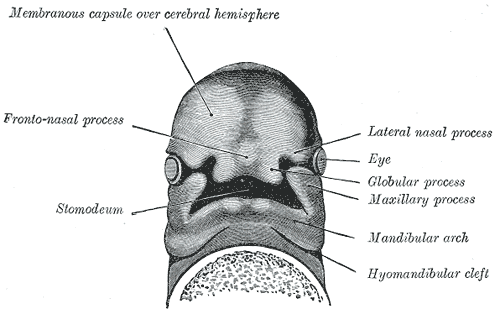
Sous la surface de la tête d'un embryon humain âgé d'environ vingt-neuf jours.
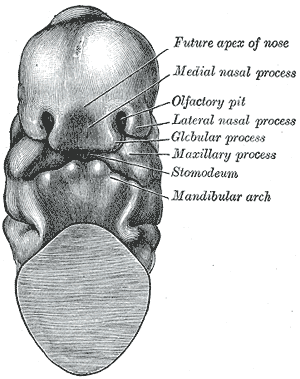
Tête d'embryon humain d'environ trente à trente et un jours.